# Józef Bobrykowicz

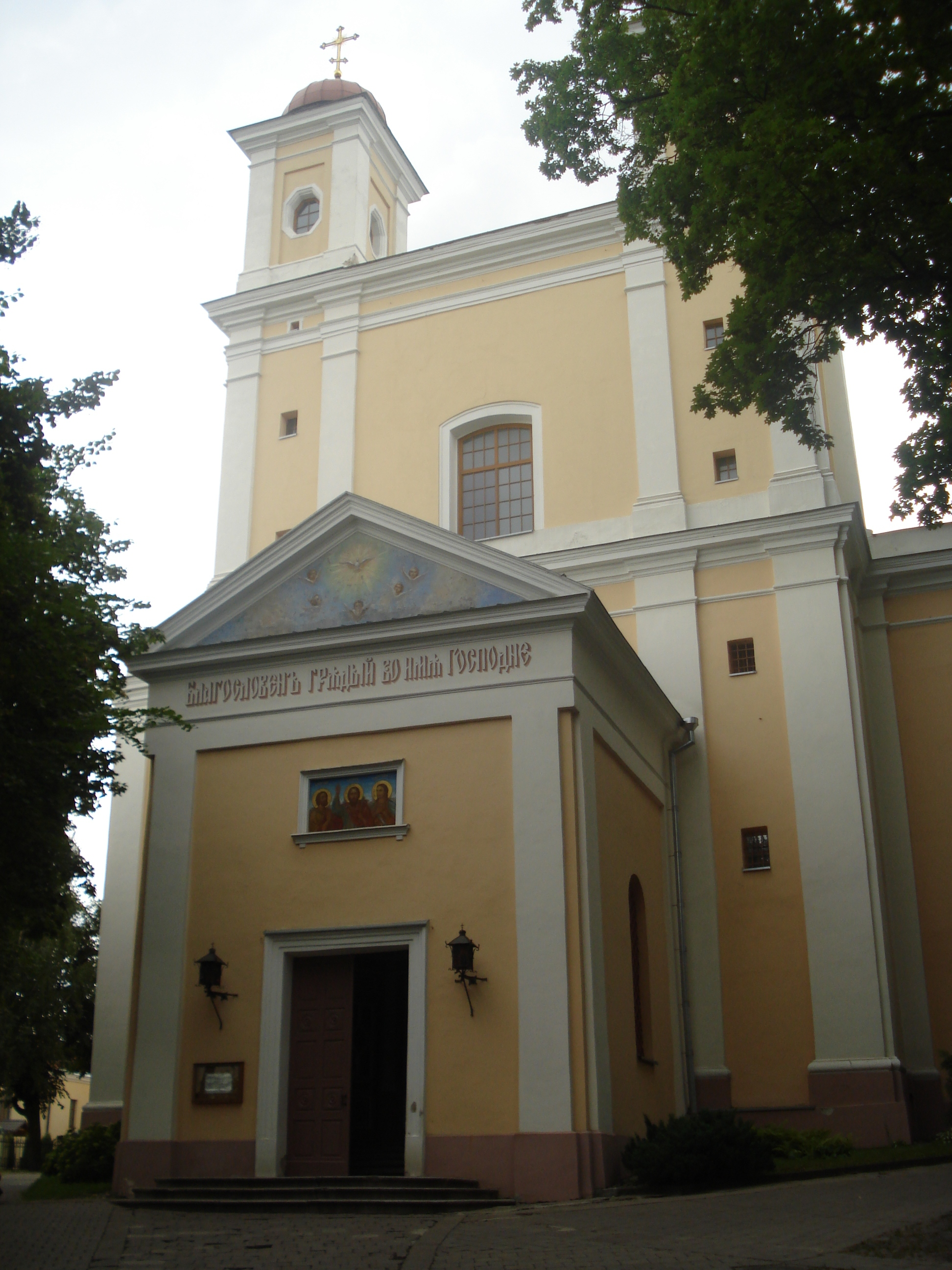
Monaster Świętego Ducha w Wilnie, w którym Józef Bobrykowicz kształcił się i złożył śluby mnisze

Józef, nazwisko świeckie Bobrykowicz-Anechożski, Bobrykowicz, rzadziej Bobrykiewicz herbu Półkozic (zm. w marcu 1635) – biskup prawosławny działający w I Rzeczypospolitej, pierwszy hierarcha na katedrze orszańskiej, mścisławskiej i mohylewskiej (białoruskiej).

## Życiorys

### Młodość i życie mnisze
Przyszły biskup zdobył wykształcenie podstawowe w szkole prowadzonej przez bractwo prawosławne w Wilnie. W literaturze spotykane są informacje o pobieraniu przez niego edukacji w szkołach zachodnioeuropejskich; Antoni Mironowicz uważa je za mało wiarygodne, argumentując, że w takiej sytuacji potomek prawosławnej rodziny szlacheckiej najprawdopodobniej dokonałby konwersji na katolicyzm obrządku łacińskiego lub unickiego. Późniejszy arcybiskup białoruski złożył wieczyste śluby mnisze w monasterze Świętego Ducha w Wilnie przed rokiem 1620, na ręce przełożonego klasztoru, archimandryty Leoncjusza (Karpowicza). Informacje o rozpoczęciu życia mniszego przez Bobrykowicza właśnie w tej wspólnocie podaje Sylwester Kossów. Następnie przebywał w Skicie Maniawskim, skąd wrócił do monasteru w Wilnie w 1625 i objął funkcję zastępcy przełożonego przy archimandrycie Melecjuszu. Mnich Józef szybko zasłynął jako znakomity kaznodzieja i teolog.

### Przełożony monasteru Świętego Ducha w Wilnie
Józef Bobrykowicz cieszył się na tyle znacznym autorytetem wśród prawosławnego duchowieństwa Rzeczypospolitej, że nawet metropolita kijowski Hiob wielokrotnie zwracał się do niego z prośbami o radę w sprawach ogólnocerkiewnych, prosił go także, by listownie prosił najważniejsze osoby w państwie o zalegalizowanie prawosławnej hierarchii W 1627, gdy Melecjusz Smotrycki ogłosił swoje przejście do Kościoła unickiego, Józef Bobrykowicz został po nim przełożonym monasteru Świętego Ducha w Wilnie. W 1629 brał udział w obradach sejmu, broniąc praw prawosławnych do posiadania w Wilnie murowanej cerkwi (spór o prawo do świątyni toczył w tym samym czasie z wileńskim biskupem rzymskokatolickim Eustachym Wołłowiczem). Podpisał także projekt konstytucji wnioskującej o zwołanie wspólnego unicko-prawosławnego soboru w październiku tego samego roku – do soboru tego nie doszło z powodu sprzeciwu papieża. W tym samym roku w Kijowie miał miejsce synod Kościoła prawosławnego w Rzeczypospolitej, na którym Józef Bobrykowicz odegrał istotną rolę. Był jednym z autorów dokumentu zestawiającego różnice między prawosławnymi i unitami razem z propozycjami sposobów ich zlikwidowania. Razem z archimandrytą ławry Peczerskiej Piotrem Mohyłą opowiadał się za przyznaniem duchowieństwu prawosławnemu (a nie szlachcie tego wyznania) decydującego głosu w sprawach Cerkwi. 
W 1632 Józef Bobrykowicz brał udział w sejmie konwokacyjnym, który wskazał jako kandydata na króla królewicza Władysława. W tym samym czasie najprawdopodobniej spisał Synopsis – spis przywilejów i praw nadanych ludności prawosławnej przez kolejnych królów polskich i wielkich książąt litewskich. Był także członkiem komisji, która ustaliła status prawny i stan posiadania Kościołów prawosławnego i unickiego w Rzeczypospolitej.

### Biskup
Józef Bobrykowicz otrzymał 14 maja 1633 nominację na biskupa orszańskiego, mścisławskiego i mohylewskiego (białoruskiego). Wystawiony przez króla dokument wskazywał, iż jego jurysdykcja miała obejmować wszystkie prawosławne organizacje na terenie unickiej archidiecezji połockiej. Biskup otrzymał prawo swobodnego odwiedzania cerkwi w Połocku, Mścisławiu i Witebsku oraz służby na ich terenie – prawo to zostało biskupom prawosławnym odebrane po zabójstwie Jozafata Kuncewicza. Król wyraził zgodę, by wierni uniccy na terenie archidiecezji mogli dobrowolnie przyjmować prawosławie, natomiast prawosławni – przechodzić do Kościoła unickiego. Biskup otrzymał z kasy królewskiej 10 tys. złotych. Nominując Józefa Bobrykowicza, król miał ponadto nadzieję, że cieszący się znacznym autorytetem duchowny zdoła wpłynąć na Kozaków zaporoskich i skłonić ich do zmiany antypolskiej i antykrólewskiej postawy. Faktycznie nominat udał się nad Dniepr i odniósł w tym zakresie sukces. Józef Bobrykowicz był bliskim przyjacielem i współpracownikiem metropolity Piotra Mohyły, współdziałał także z prawosławnym bractwem wileńskim. 
Józef Bobrykowicz przybył do Mohylewa jesienią 1633, jego rezydencja znajdowała się w miejscowości Pieczersk. W okresie sprawowania przez niego urzędu prawosławni, na mocy królewskich przywilejów, odzyskali szereg świątyń na terenie eparchii. Szczególnie opiekował się prawosławnymi drukarniami, protegował Monaster Kuteiński i działał na rzecz rozwoju szkolnictwa prawosławnego. Pozostawał w bliskich kontaktach z rodzinami Stetkiewiczów i Ogińskich; pierwszy z wymienionych rodów w 1633 ufundował monaster Świętego Ducha w Bujniczach.
W marcu 1635 Józef Bobrykowicz opuścił Mohylew i udał się do Wilna w celu przedyskutowania z przedstawicielami bractwa wileńskiego kwestii wyboru przedstawicieli na sejm zwyczajny, jaki w styczniu tego samego roku rozpoczął w Warszawie obrady. Jego stan zdrowia był już wtedy zły i duchowny miał dodatkowo nadzieję, że w Wilnie znajdzie lepszą opiekę lekarską. Biskup nieoczekiwanie zmarł jednak w drodze w końcu marca, zanim jeszcze dotarł do celu podróży. Pogrzeb duchownego odbył się 8–9 kwietnia 1635 w Wilnie. Uroczystości przewodniczył metropolita Piotr Mohyła, zaś mowę nad grobem, sławiącą zasługi zmarłego, wygłosił Sylwester Kossów.
Na nagrobku Józefa Bobrykowicza zapisano, że przyczyną jego śmierci było otrucie. Lekarz, podając mu truciznę, miał kierować się zazdrością o uzyskanie przez pacjenta godności biskupiej. Zdaniem Mironowicza duchowny mógł jednak także umrzeć wskutek choroby, bez interwencji osób trzecich. Wątpliwości co do przyczyny zgonu duchownego mieli także współcześni, w tym Sylwester Kossów, jego następca na katedrze. Grób Bobrykowicza znajdował się najprawdopodobniej w monasterskiej cerkwi Świętego Ducha w Wilnie, mniej prawdopodobna wersja mówi o pochówku na cmentarzu na Rossie.

## Twórczość
Z dorobku kaznodziejskiego Józefa Bobrykowicza zachował się tylko jeden tekst, przechowywany w jedynym egzemplarzu w Muzeum Narodowym w Krakowie. Jest to kazanie wygłoszone na pogrzebie prawosławnego szlachcica i dobroczyńcy wielu świątyń tego wyznania w Wielkim Księstwie Litewskim, podkomorzego trockiego Bohdana Ogińskiego w dniu 15 maja 1625. Oryginalnym językiem mowy był ruski, jednak w celu jego spopularyzowania tekst został przełożony na język polski i w takiej postaci wydrukowany w monasterze Zaśnięcia Matki Bożej w Jewiach. Kazanie ma charakter panegiryku ku czci Ogińskiego jako wzorowego wiernego prawosławnego i obrońcy Rzeczypospolitej. Tekst utrzymano w kunsztownym stylu pełnym porównań i metafor.